# 네이선 오브라이언, 캐서린 리크니스, 앨빈 리크니스 살인 사건
네이선 오브라이언, 캐서린 리크니스, 앨빈 리크니스 살인 사건(Murders of Nathan O'Brien, Kathryn Liknes and Alvin Liknes)은 2014년 6월 29일에 발생했다. 5세의 네이선 오브라이언과 그의 조부모인 캐서린과 앨빈 리크니스는 조부모의 캘거리 앨버타 자택에서 실종되었고, 경찰은 이를 "폭력 사건"이라고 칭하였다. 앰버 경보가 발령되었으며, 이 경보는 실종 사건과 관련된 용의자가 체포된 2014년 7월 14일에 해제되었다. 같은 날인 2014년 7월 14일, 경찰은 시신이 발견되지 않았음에도 오브라이언과 리크니스 부부가 살해된 것으로 추정된다고 밝혔다. 더글러스 갈랜드(Douglas Garland)는 리크니스 부부 살해 혐의로 1급 살인 혐의 2건, 오브라이언 살해 혐의로 2급 살인 혐의 1건이 적용되었다. 네이선 오브라이언에 대한 2급 살인 혐의는 2015년 5월 법원에 의해 1급 살인 혐의로 격상되었다. 초기 실종 사건은 지역 사회의 큰 지지를 이끌어냈으며, 이 실종 사건으로 인해 캐나다 역사상 가장 긴 앰버 경보가 발령되었고 캘거리 역사상 가장 광범위한 수색 작전 중 하나가 실시되었다. 수사에는 캘거리 경찰청, 왕립 캐나다 기마경찰대(RCMP), 캐나다 국경 서비스국, 범죄신고센터 등 여러 기관이 참여했다.

## 배경
더글러스 갈랜드는 앨빈의 아들 앨런의 처남이었다. 살인 사건 이전에 그는 부모와 함께 살던 시골 부지에서 메스암페타민 제조소를 운영한 혐의로 유죄 판결을 받았으며, 1990년대 내내 카드스턴에서 교통사고로 사망한 10대의 신분을 도용해 법망을 피해 다녔다. 갈랜드는 앨빈 리크니스가 앨빈과 앨런이 작업 중이던 펌프의 배선 공사를 맡기면서 두 사람과 함께 일하게 되었다. 앨빈은 발명가로 1970년대부터 여러 설계를 특허 출원했다. 갈랜드는 그들이 작업하던 특허를 약간 변경했고 자신도 발명자 중 한 명으로 포함되어야 한다고 생각했으나, 리크니스는 이에 동의하지 않았다. 이 일과 2007년 해고된 일로 인해 그는 앨빈에 대한 원한을 품게 되었다. 앨빈이 이사를 계획하고 있다는 것을 알게 된 그는 원한을 실행에 옮기기로 결심했다. 경찰은 후에 갈랜드가 "감정 없이 살인하는 방법", "뇌진탕을 일으키는 데 필요한 힘", "가장 고통스러운 고문" 등과 같은 범죄 관련 검색을 했다는 사실을 발견했다. 살인이 일어난 날, 5세의 네이선 오브라이언은 동물원 방문 대신 어머니와 함께 조부모를 방문하기로 했다. 그의 조부모인 캐서린과 앨빈 리크니스는 에드먼턴에 집을 구입했고 그날 유품 정리 판매를 열고 있었다. 이후 네이선이 조부모 집에서 자고 가도 되는지 물었고 어머니는 이를 허락했다. 처음에는 어머니와 1세의 동생도 함께 있었으나, 동생이 밤중에 깨어나자 어머니는 네이선을 조부모와 함께 재운 채 동생을 데리고 집으로 돌아갔다.

## 살인
갈랜드가 수감된 이후 살인에 대해 침묵을 지켜왔기 때문에 살인 사건의 세부 사항 대부분은 여전히 밝혀지지 않았다. 네이선의 어머니가 집을 떠나고 돌아오기 전 어느 시점에 갈랜드는 드릴을 사용해 옆문을 통해 집에 침입했고 라우터를 무력화했다. 그런 다음 주 침실에서 자고 있던 앨빈과 앞쪽 침실에서 자고 있던 캐서린과 네이선을 공격해 의식을 잃을 때까지 구타했다. 법정에 제시된 증거에 따르면 갈랜드는 피해자들을 자신의 픽업트럭으로 끌고 가기 전에 대걸레로 바닥의 피를 닦으려 시도했다. 그는 피해자들을 자신의 시골 부지로 데려가 살해했는데, 장시간의 고문이 있었을 것으로 추정된다. 전기톱, 고기 갈고리, 그리고 처음 체포되었을 때 갈랜드가 신고 있던 신발 등 여러 증거물에서 세 피해자 모두의 DNA가 발견되었다. 검찰이 제시한 이론에 따르면, 갈랜드는 시신을 처리하기 위해 자신의 헛간 근처에서 시신을 불태웠다.

## 수사
다음 날 오전 10시, 네이선의 어머니 제니퍼는 캐서린에게 전화를 걸었으나 받지 않았고, 이에 그들의 집을 방문했다. 집에 들어서자 세 사람이 사라졌고 집 안은 피로 뒤덮여 있었다. 당국에 신고한 후 오후 5시 15분에 네이선을 위한 앰버 경보가 발령되었다. 그날 늦게 경찰은 집 안의 증거로 미루어 볼 때 이들의 실종이 수상하다고 발표했다. 7월 1일, 에어드리시를 위해 페레그린 항공 조사에서 촬영한 항공 사진에서 갈랜드의 농장 부속 건물 근처 잔디밭에 엎드려 있는 두 성인으로 추정되는 앨빈과 캐서린 리크니스와 그 옆에 누워있는 작은 시신이 포착되었다. 다음 날 다시 농장 상공을 비행했을 때 시신들은 사라진 상태였다. 7월 4일 경찰은 해당 지역의 여러 CCTV 카메라에 포착된 녹색 픽업트럭의 신원 확인을 요청했다. 이를 본 앨빈의 아들 앨런과 그의 아내는 그 녹색 픽업트럭이 더글러스 갈랜드가 운전하던 녹색 포드 F150과 일치한다고 당국에 알렸고, 이로 인해 갈랜드는 이 사건의 주요 용의자 3명 중 한 명이 되었다. 7월 5일, 경찰은 리크니스의 집 주변에 대한 지상 수색을 조직했는데, 이는 캘거리 역사상 가장 큰 규모의 수색 중 하나였다. 같은 날 왕립 캐나다 기마경찰대는 갈랜드와 그의 부모에게 속한 에어드리 부지를 수색했다.
부지 초기 수색 중 CCTV 영상에서 본 것과 일치하는 녹색 픽업트럭이 발견되어 압수되었다. 더글러스 갈랜드는 심문을 받기 위해 연행되었고, 석방된 후 90년대의 신분 도용 혐의로 기소되어 7월 11일 시골 부지에 돌아가지 않는다는 조건으로 보석이 허가될 때까지 경찰 구금 상태에 있었다. 갈랜드 부지에 대한 경찰 수색은 7월 5일부터 7월 20일까지 계속되었고, 리크니스의 집에 대한 수사는 7월 13일에 종료되었다. 작전명 앰버로 불린 이 수사에서 경찰은 총 1,400점이 넘는 증거를 수집했는데, 이는 캘거리 역사상 한 법정 사건에서 수집된 가장 많은 수의 증거물이었다. 갈랜드의 농장에서 수집된 증거물에는 타이벡 슈트, 안면 마스크, 부츠, 시신 처리에 관한 책, 채찍, 자물쇠 따는 도구, 화학용 장갑, 14쌍이 넘는 수갑, 치과용 마취제, 그리고 각종 칼, 전기 충격기와 기타 무기들이 포함되어 있었다. 집 지하실에서는 여성용 신발 8켤레, 금발 가발 2개, 성인용 기저귀도 발견되었으며, 서까래에 숨겨져 있던 하드 드라이브에서는 기저귀를 찬 성인들의 사진도 발견되었다. 헛간 주변 지역 수색에서는 잔디밭의 혈흔 세 군데와 근처 화로의 불탄 물질이 발견되었다. 화로에서 발견된 증거물에는 17개의 치아(그중 2개는 아동의 것으로 추정됨), 뼛조각, 불탄 살점, 장신구, 단추 등이 포함되어 있었다.

## 체포
7월 14일 더글러스 갈랜드는 렌트카를 몰고 에어드리의 시골 부지로 갔다. 두 명의 경찰관이 그를 정지시키기 위해 파견되었으나, 현장에 도착했을 때 차량은 부지 밖에 주차되어 있었다. 고르지 않은 지형으로 인해 경찰은 도보로 접근했고, HAWCS 헬리콥터의 도움을 받아 덤불 속에 있던 갈랜드를 발견한 후 오전 1시 25분에 체포했다.

## 재판
갈랜드의 살인 재판은 2017년 1월 16일에 시작되었다. 재판은 2017년 2월 16일에 종결되었고, 배심원들은 9시간여 만에 3건의 1급 살인 혐의에 대해 모두 유죄 평결을 내렸다.
다음 날 아침, 갈랜드의 형이 선고되었는데, 1급 살인죄는 자동으로 종신형이 선고되므로 최소 형기만 결정되었다. 12명의 배심원 중 10명이 갈랜드에게 연속적인 최소 형기를 적용할 것을 권고한 후, 데이비드 게이츠 판사는 갈랜드가 가석방 자격을 얻기 전에 75년을 복역해야 한다고 명령했다. 갈랜드가 형기를 마치려면 129세까지 살아야 하므로, 이는 사실상 그가 남은 생애 동안 수감된다는 것을 의미한다. 재판 내내 갈랜드는 어떠한 후회나 감정도 보이지 않았다. 선고 몇 시간 후, 갈랜드는 캘거리 북서부에 위치한 캘거리 구치소로 이송되었고, 그곳에서 여러 수감자들에게 물리적 폭행을 당했다. 응급의료서비스는 폭행 피해자(갈랜드)가 연조직 손상을 입은 상태로 생명에는 지장이 없는 안정적인 상태에서 병원으로 이송되었다고 밝혔다.

## 반응
실종 소식이 전해지자 네이선의 부모가 근무하던 회사인 세노버스 에너지는 만약의 경우를 대비해 가족의 안전한 귀환을 위한 몸값을 지원하겠다고 나섰다. 실종 이후 수백 명의 사람들이 네이선을 찾기 위한 수색에 자원했다. 7월 15일 갈랜드의 살인 혐의 기소가 발표된 후, 수백 명의 캘거리 시민들이 희생자들을 추모하며 초록색 풍선을 날렸다. 앨빈과 캐서린 리크니스의 이웃은 초록 리본 캠페인도 시작했다. 7월 19일에는 네이선의 가족을 위한 무언 경매 모금 행사가 열렸다. 7월 23일에는 에드먼턴의 앨버타 의사당 건물 앞에서 추모식이 열렸다. 가족이 주최한 비공개 추모식에는 200명이 넘는 사람들이 참석했다. 네이선 오브라이언의 부모는 불우한 어린이들을 돕는 것을 목표로 하는 네이선 오브라이언 어린이재단을 설립했다. 2015년에는 캘거리 시내의 스코시아뱅크 새들돔에서 캘거리 히트먼이 참가하는 네이선을 기리는 자선 경기가 열렸다.